# Sancti-Spíritus (kommun i Spanien, Kastilien och Leon)
Sancti-Spíritus är en kommun i Spanien.   Den ligger i provinsen Provincia de Salamanca och regionen Kastilien och Leon, i den centrala delen av landet, 230 km väster om huvudstaden Madrid. Antalet invånare är 856. Arean är 142 kvadratkilometer.
Terrängen i Sancti-Spíritus är platt.